# Adreppus fallax
Adreppus fallax är en insektsart som beskrevs av Sjöstedt 1921. Adreppus fallax ingår i släktet Adreppus och familjen gräshoppor. Inga underarter finns listade i Catalogue of Life.